# ORACIÓN -祈り-
「ORACIÓN －祈り－」（オラシオン －いのり－） は、斉藤由貴と来生たかおの歌唱により1988年6月21日にポニーキャニオンから発売されたシングル。来生えつこの作詞、来生たかおの作曲による楽曲。
来生たかお自身によるセルフカバーシングルは、1988年7月25日に発売された。

## 斉藤由貴、来生たかおのシングル

### 概要
斉藤由貴と来生たかおとのデュエット曲である。斉藤由貴が主演したフジテレビ開局30周年記念の東宝映画『優駿 ORACIÓN』のイメージソングとなった。映画本編で使われることはなかった。
その後、来生たかおは、ソロヴァージョンの『ORACION〜祈り〜／イントロダクションを待っても』をリリースした。　
シングルCDとアナログ盤の両方がリリースされた。

### 収録曲
1. ORACIÓN －祈り－
  - 作詞:来生えつこ／作曲:来生たかお／編曲:武部聡志
2. 花嵐
  - 作詞:来生えつこ／作曲:来生たかお／編曲:武部聡志

## 来生たかおのシングル
来生たかおの「ORACIÓN －祈り－」は、22枚目のシングルとして1988年7月25日にキティレコードから発売された。

### 収録曲
1. ORACIÓN －祈り－
2. イントロダクションを待っても
共に作詞：来生えつこ、作曲：来生たかお、編曲：萩田光雄

### シングル各曲の収録ディスク
- ORACIÓN －祈り－
  - アルバム『来生たかおSONGS』（1995年）
  - アルバム『GOLDEN☆BEST 来生たかお ビジターズ』（2004年）
  - CD-BOX『来生たかお作品集 Times Go By』（2001年）
- イントロダクションを待っても
  - CD-BOX『来生たかお作品集 Times Go By』（2001年）